# Howard Dayton
Howard Dayton (eigentlich Harold Gelbstein; * 18. August 1927 in Atlantic City, New Jersey; † 31. Mai 2009 in West Hollywood, Los Angeles, Kalifornien) war ein US-amerikanischer Schauspieler.

## Leben
Daytons Karriere begann Mitte der 1950er Jahre, nachdem er in New York City studiert hatte. Er teilte sich dort ein Appartement mit Warren Oates und berichtet in dessen Biografie von zahlreichen Trinkgelagen. 1957 ging er nach Hollywood. Zunächst wurde er für einige Fernsehserien gebucht, bald darauf wurde der Charakterdarsteller auch in einigen Filmen besetzt. Seine letzte Rolle spielte er 1990 im Spielfilm Double Revenge.

## Filmografie (Auswahl)

### Filme
- 1958: Torpedo los! (Torpedo Run)
- 1969: The Comic
- 1977: The Van
- 1983: Zwei ausgekochte Gauner (The Sting II)

### Fernsehserien
- 1958: Der Kopfgeldjäger
- 1959: Peter Gunn
- 1963: Tausend Meilen Staub
- 1970: Mannix
- 1978: Quincy